# Natalie Gregory
Natalie Gregory (Albuquerque, 20 de outubro de 1975) é uma atriz estadunidense.
Interpretou Alice no seriado dos anos 80 "Alice no país das Maravilhas" de 1985. Sua irmã no seriado era sua irmã na vida real, a atriz Sharee Gregory.
Foi a atriz mais nova a interpretar a personagem Alice na televisão até os dias de hoje. A atriz tinha apenas 10 anos.
O elenco conta com o roqueiro dos Beatles, Ringo Starr. A série teve cinco nomeações ao Emmy.
Natalie participou de séries, minisséries, dublagem de animações da Disney, comerciais e entre outros trabalhos.
Não atua mais e se formou como ginecologista obstetra.
Está casada, tem uma filha e dois cachorros. Vive em Charleston, na Carolina do Sul, Estados Unidos.

O seriado "Alice no país das maravilhas" passou no Brasil atráves da Rede Globo, nas tardes de uma semana de segunda a sexta-feira em 1988. Foi uma minissérie de duas partes, mas a Globo repartiu em cinco para passar durante uma semana. No ano seguinte, em 1989, fez cortes e apresentou-o como filme na Sessão da Tarde. Para saber mais dessa atriz pesquise por, Biografia de Natalie Gregory - The Official Board.